# Barbara König (Biologin)
Barbara König (* 1955 in Saarbrücken) ist eine deutsche Zoologin und Verhaltensforscherin. König ist Professorin für Zoologie am Institut für Evolutionsbiologie und Umweltwissenschaft der Universität Zürich.

## Leben
König studierte ab 1974 Biologie an der Universität Konstanz mit dem Abschluss 1979. Danach war sie an der Monash University in Melbourne und wurde 1985 in Konstanz promoviert. Als Post-Doktorandin war sie an der Universität Basel. 1995 habilitierte sie sich in Würzburg und wurde 1996 Heisenberg-Stipendiatin. Seit 1996 ist sie an der Universität Zürich tätig, zuerst als Assistenzprofessorin und seit 2012 als Professorin für Verhaltensbiologie. Seit 2020 ist sie Professorin Emerita an der Universität Zürich.
König untersucht das Sozialverhalten von Säugetieren und speziell die Herausbildung kooperativen Verhaltens in der Evolution. Insbesondere untersuchte sie das Verhalten „wilder“ Hausmäuse und die gemeinsame Jungenaufzucht der Weibchen, und im Vergleich dazu das Verhalten afrikanischer Striemengrasmäuse. Sie fand Hinweise auf Gene, die egoistisches Verhalten verursachen (t-Haplotyp von Chromosom 17). Sie erforscht auch Mensch-Haustier Beziehungen, artgerechte Tierhaltung und Naturschutzfragen zum Beispiel anhand von Untersuchungen von Löwen und Leoparden in Botswana.
2003/04 war sie Präsidentin der Deutschen Zoologischen Gesellschaft und von 2015 bis 2019 Generalsekretärin des International Council of Ethologists (ICE). Im Februar 2023 wurde König die Ehrenmitgliedschaft der Ethologische Gesellschaft verliehen.

## Werke
- Die Brutpflegestrategie der Mäusemutter (Mus musculus). Eltern-Nachkommen-Konflikt, Toleranz gegen fremde Junge und Reaktion auf Nahrungsmittelmangel. Hochschulschrift, Universität Konstanz, 1985 (Dissertation), DNB 881095796.
- Douglas J. Futuyma: Evolutionsbiologie. Aus dem Englischen übersetzt und bearbeitet von Barbara König. Birkhäuser, Basel / Boston / Berlin 1990.
- Biologische Vielfalt. [Beiträge aus „Spektrum der Wissenschaft“]. Herausgegeben und mit einer Einführung versehen von Barbara König und Karl Eduard Linsenmair. Spektrum, Akademischer Verlag, Heidelberg / Berlin / Oxford 1996, ISBN 3-8274-0070-8.